# Torna a Surriento
Torna a Surriento (Vrať se do Sorrenta) je světově proslulá neapolská píseň, kterou roku 1902 složil italský skladatel Ernesto De Curtis (1875–1937) na slova svého bratra básníka Giambattisty De Curtise (1860–1926) (z hlediska autorských práv byla píseň zaregistrována až roku 1905).
Text písně je napsán v neapolštině a zpěvák v ní popisuje krásu malého přístavního městečka Sorrenta (neapolsky Surriento) v Neapolském zálivu a vyznává se z lásky ke své milé, která chce odjet a prosí jí, aby jej neopouštěla a do Sorrenta se vrátila.
Píseň se brzy rozšířila do celého světa a dodnes patří do repertoáru proslulých tenorů (např. Benjamino Gigli, Mario Lanza, Giuseppe Di Stefano, Plácido Domingo, Luciano Pavarotti, José Carreras, Franco Corelli a další). Velký úspěch s její moderní úpravou (s anglickým textem Surrender) měl Elvis Presley. U nás jí s textem Zdeňka Borovce nazpíval Karel Gott.

## Text v neapolštině
Vide 'o mare quant’è bello,

Spira tantu sentimento,

Comme tu a chi tiene a' mente,

Ca scetato 'o faie sunnà.

Guarda gua' chistu ciardino;

Siente, sie’ sti sciure arance;

Nu profumo accussi fino

Dinto 'o core se ne va…

E tu dice: "I’ parto, addio!"
T’alluntane da stu core…
Da la terra de l’ammore…
Tiene 'o core 'e nun turnà?
Ma nun me lassà,
Nun darme stu turmiento!
Torna a Surriento,
Famme campà!
Vide 'o mare de Surriento,

che tesoro tene 'nfunno:

chi ha girato tutto 'o munno

nun l'ha visto comm'a ccà.

Guarda attuorno sti Serene,

ca te guardano 'ncantate,

e te vonno tantu bene…

Te vulessero vasà.

E tu dice: "I’ parto, addio!"
T’alluntane da stu core…
Da sta terra de l’ammore…
Tiene 'o core 'e nun turnà?
Ma nun me lassà,
Nun darme stu turmiento!
Torna a Surriento,
famme campà!

## Český text
Autorem českého textu je Zdeněk Borovec.
Lásko odlétlas jak chmýří,

moře dělí nás svou šíří,

oči mé se těžko smíří

s tím, že nevidí se v tvých.

Já jak trosečník tu zpívám

vánkům předjarním a jívám,

nic ti lásko nezazlívám,

i když zůstávám tu sám.

Sám však nemám nikde stání,

myslím pouze na shledání,

kéž se vrátíš z nenadání

do Sorrenta domů k nám.

Zborcený je chrám,

mě zbyl jen pláč, zlá renta,

vrať se do Sorrenta,

zoufám tu sám.